# Louis Théodore Gouvy
Louis Théodore Gouvy (Saarbrücken, 3 luglio 1819 – Lipsia, 21 aprile 1898) è stato un compositore franco-tedesco, attivo in Francia (Lorena, Parigi) e in Germania (Lipsia).

## Opere

### Musica sinfonica
6 sinfonie; Suite in stile antico

### Opere teatrali
Der Cid (libretto in tedesco); Mateo Falcone; tre ouverture intitolate Jeanne d’Arc, Le Giaour e Le Festival

### Musica da camera
Quartetti per archi; 2 Quintette; Trio con pianoforte

### Opere a carattere religioso
Requiem Op．70 (1874); Stabat Mater Op．65 (1875); Missa Brevis Op．72 (1882)

### Musica vocale profane
Cantate: Oedipus in Colonna Op．75 (1880); Elektra Op．85 (1886); La religieuse; Egille Op．86 (1886); Polyxéne Op．88 (1894); Fortunato (1896); Golgotha

### Musica vocale sacra
Requiem Op．70 (1874); Stabat Mater Op. 65 (1875); Missa Brevis Op．72 (1882)

### Altro
40 lieder e melodie

## Discografia
- Integrale delle sinfonie (Sinfonia n. 1 op. 9; Sinfonia n. 2 op. 12; Sinfonia n. 3 op. 20; Sinfonia n. 4 op. 25; Sinfonia n. 5 op. 30; Sinfonia n. 6 op 87,  Fantaisie symphonique, Symphonie brève op.58; Sinfonietta op. 80). Deutsche Radio Philharmonie Saarbrücken-Kaiserslautern, Jacques Mercier (direttore) (cpo 2007-2009)
- Requiem, Philharmonie de Lorraine, dir. Jacques Houtmann (K 617)
- Électre op. 85, Orchestre symphonique et lyrique de Nancy, Pierre Cao (direttore)
- Klaviertrios n.2 & 3 (orfeo 1997)
- Lieder (6 Poésies allemandes de Moritz Hartmann; La Pléiade francaise op. 48 n. 3, 5, 9; Poésies de Pierre de Ronsard (Ausz.)) orfeo 1997
- Iphigenie en Tauride op. 76, dir. Joachim Fontaine (cpo 2006)
- Cantate, opere sinfonici, musica da camera. Palazzetto Bru Zane 2014, ISBN 978-84-939-6867-0
- "Songs to texts by Pierre de Ronsard and other Renaissance Poets". MeeAe Nam (soprano), John Elwes (tenore), Joel Schoenhals (piano). Toccata Classics, London 2014

## Onorificenze
- Membro de l'Institut de France (Accademia di belle arti)
- Membro de l'Accademia reale di Berlino